# Krystyna Królówna

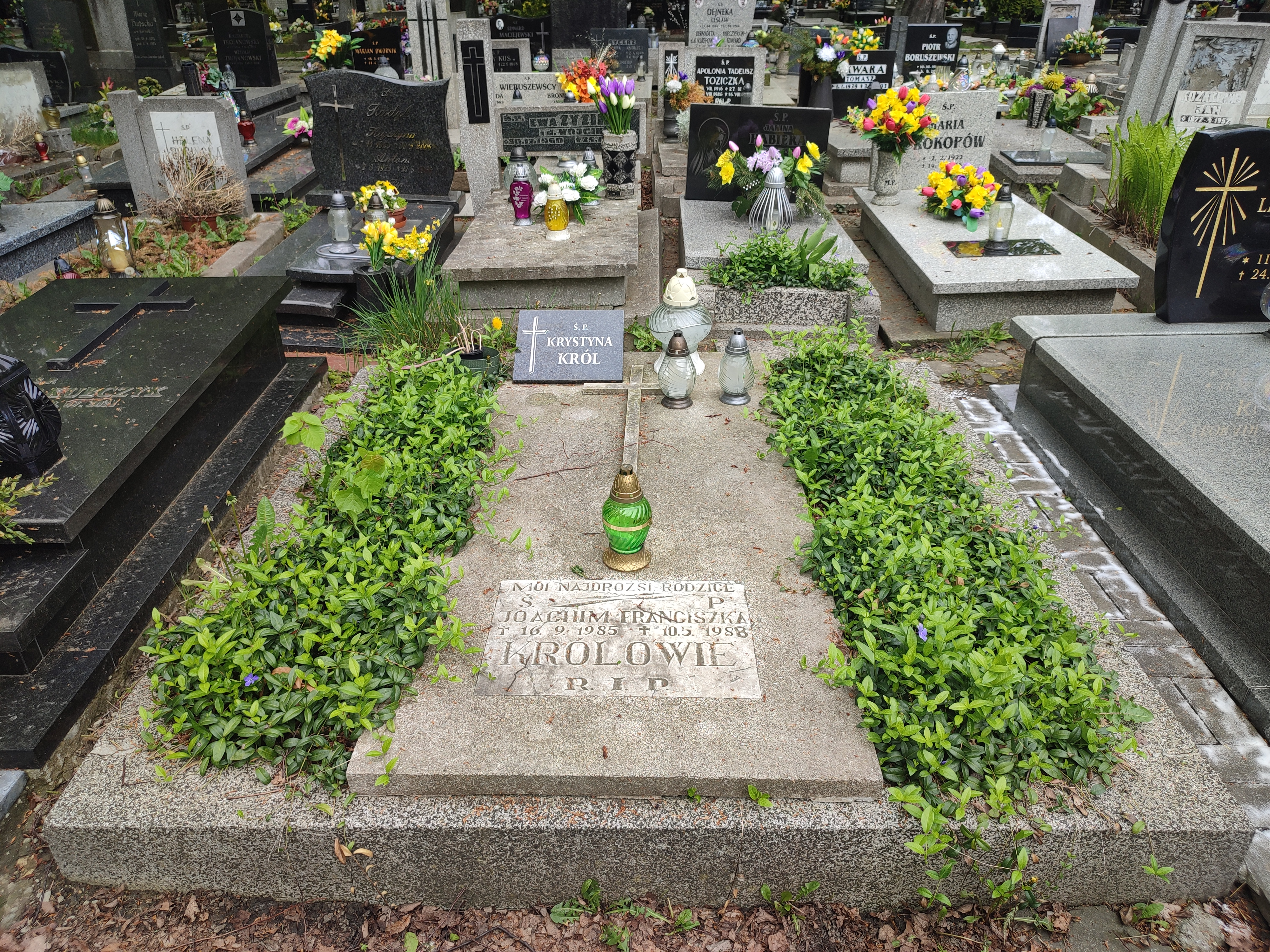
Grób Krystyny Królówny na cmentarzu Mater Dolorosa w Bytomiu

Krystyna Martyna Król (ur. 12 listopada 1939 w Sosnowcu, zm. 6 lipca 2022 w Warszawie) – polska aktorka teatralna, filmowa i dubbingowa.

## Życiorys
Absolwentka Państwowej Wyższej Szkoły Teatalnej im. Ludwika Solskiego w Krakowie z 1962 roku. Jako aktorka teatralna zadebiutowała w 1963 roku. W latach 1962–1964 występowała w Teatrze Polskim w Bielsku-Białej. Później pracowała w teatrach: im. Juliusza Słowackiego w Krakowie (1965–1969) i Narodowym w Warszawie (od 1969).
Szeroka publiczność poznała ją w 1972 roku poprzez telewizję, w roli Hanki Borynowej, żony Antka Boryny, w serialu pt. Chłopi w reżyserii Jana Rybkowskiego według powieści autorstwa Władysława Reymonta pod tym samym tytułem. Ten sam reżyser obsadził ją również w filmie Chłopi.
W dubbingu podkładała głos m.in. postaci Pani Bulwy w bajce Toy Story 2.
W latach 1988–1990 zasiadała w Radzie Narodowej miasta stołecznego Warszawy, a następnie była radną gminy Wilanów (1998–2002).
Zmarła 6 lipca 2022 roku w wieku 82 lat w Warszawie. 18 sierpnia urna z prochami aktorki spoczęła w grobie jej rodziców na cmentarzu Mater Dolorosa w Bytomiu.

## Nagrody
- 1973: Nagroda Przewodniczącego ds. Komitetu ds. Radia i Telewizji za rolę w serialu Chłopi
- 1977: Nagroda za rolę Kiszkiny w spektaklu Zeszłego lata w Czulimsku na XVII Kaliskich Spotkaniach Teatralnych
- 1981: Nagroda Komitetu ds. PRiTV II stopnia
- 1983: Nagroda Ministra Kultury i Sztuki II stopnia za aktorską twórczość radiową
- 1984: Nagroda Ministra Obrony Narodowej I stopnia za rolę w filmie Pastorale Heroica[1]

## Filmografia
- 1988 Warszawskie gołębie – żona Kaczmarskiego
- 1988 Rzeczpospolitej dni pierwsze – Aleksandra Szczerbińska
- 1988 Generał Berling – Jadwiga Broniewska
- 1983 Pastorale Heroica – Sabina, żona Łopucha
- 1973 Chłopi (film) – Hanka Boryna, żona Antka
- 1972 Chłopi (serial tv) – Hanka Boryna, żona Antka
- 1970 Zapalniczka – Magda, dziewczyna Lemana

### Dubbing
- 2004: Tarzan 2: Początek legendy – Mama Gunda
- 2004: Rogate ranczo – Kura Audrey
- 2002–2005: Co nowego u Scooby’ego?
- 2000: Tweety – wielka podróż
- 1999: Toy Story 2 – Pani Bulwa
- 1999: Babar – król słoni – Celestyna
- 1998–1999: Szalony Jack, pirat
- 1998: Rodzina Addamsów: Zjazd rodzinny
- 1997: Herkules – Atropos
- 1994–1998: Spider-Man – Miriam
- 1994–1996: Fantastyczna Czwórka – Lavinia Forbes
- 1994: Strażnik pierwszej damy – Tess Carlisle
- 1994: Patrol Jin Jina
- 1991–1992: Eerie, Indiana – siostra Nancy
- 1990: Pinokio
- 1989: Babar zwycięzca – Celestyna
- 1989: Stalowe magnolie – Ouiser Boudreaux
- 1987: Ballada o Januszku – Gienia Smoliwąs
- 1985: 13 demonów Scooby Doo – Wiedźma Hilda (odc. 8)
- 1976–1978: Scooby Doo
- 1960–1966: Flintstonowie

## Odznaczenia
- Złoty Krzyż Zasługi (1978)[1]
- Krzyż Kawalerski Orderu Odrodzenia Polski (2001)[9]
- Za zasługi dla Warszawy[1]